# 魔術空對空飛彈
魔术空對空飛彈（Matra R.550 Magic，意為：攔截及戰鬥用自主導引飛彈）是法國的一款紅外線導引空對空飛彈，基本設計參考自AIM-9響尾蛇飛彈的概念。

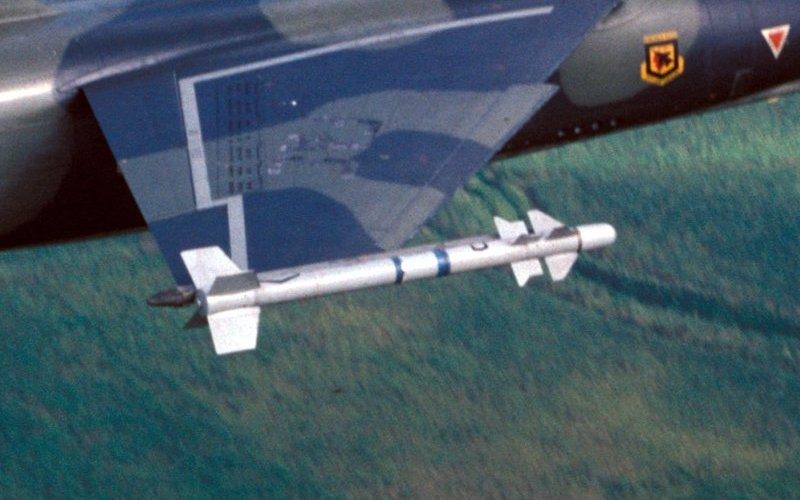
魔术一型飛彈

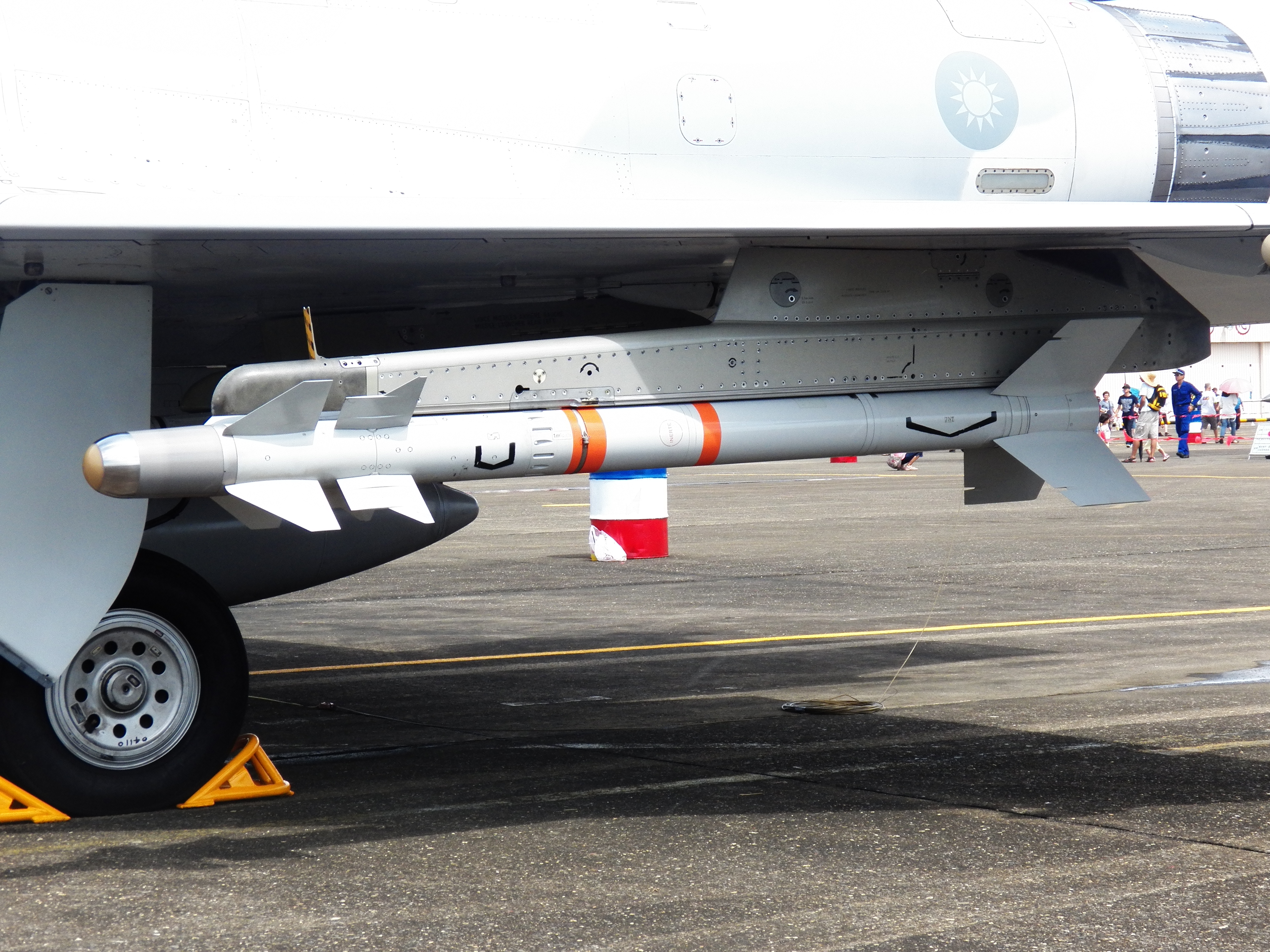
中華民國空軍裝備之魔術二型空對空飛彈

## 研發歷史
1966年法國馬特拉公司以內部經費開始研發一種可以和美國響尾蛇飛彈競爭的產品。1968年法國空軍對這一項研究計畫表示興趣並且願意撥款協助。1971年巴黎航空展時魔术一型飛彈正式亮相於世人面前，不過第一次有導引試射要到隔年才進行。
1974年魔术一型飛彈遞交法國空軍進行評估，1975年開始量產正式進入服役，直到1985年由改良型魔术二型空對空飛彈取代。

## 設計細節
魔术一型飛彈雖然在設計概念上參考響尾蛇飛彈，兩者在外型上卻有極大的差異。整顆飛彈由前方開始分別是：紅外線尋標頭，控制面，彈頭，固態火箭推進段。

### 彈體
魔术一型飛彈直徑157毫米，長度為2.27公尺，靠近彈體前方有兩組彈翼：第一組是四片固定式三角翼安定面，再這四片後方有另外四片可動控制面，這四片控制面負責飛彈在滾轉與俯仰軸上的運動。這種設計有別於響尾蛇只有四片彈翼的型態，優點是在高攻角下的控制性較佳。彈體尾部的4片尾翼為可自轉式穩定舵，通過旋轉抵銷反向自旋力矩來穩定飛行。

### 導引系統
魔术一型飛彈的紅外線尋標頭AD550材質為硫化鉛，利用裝在掛架上的氮氣瓶在發射之前予以冷卻，以提高對紅外線訊號偵測的靈敏度。對於目標的搜索是靠著飛行員的目視，當鎖定目標的訊號之後會對飛行員發出警告。由於尋標頭本身對紅外線訊號追蹤能力，飛彈只能在目標後方140度的範圍以內發射。魔术二型飛彈使用的導引頭靈敏度比一型超過約80—100倍，且可從屬於飛機的射控系統，以控制適當的發射時機。

## 彈頭
魔术一型的彈頭重13公斤，採用高爆破片彈頭設計，其中6公斤是炸藥的重量。彈頭的引爆採用紅外線引信，在飛彈發射1.8秒後啟動。

## 使用國家
阿根廷
魔術一型飛彈裝備在幻象3型戰鬥機和超級軍旗攻擊機上
 
已退役
 巴西
 
魔術二型飛彈裝備在幻象F1型戰鬥機上
 埃及
 法國
 希腊
 印度
 伊拉克
 约旦
 科威特
 利比亞
 摩洛哥
 阿曼
 巴基斯坦
 羅馬尼亞
 秘魯
 南非
已退役，被V3系列代替
 中華民國
魔術二型飛彈裝備在幻象2000-5ei戰鬥機上
 阿联酋
 委內瑞拉

### 引文
1. 1 2 3 4 5 6 7  Friedman 1997，第422頁.
2. ↑  . Weaponsystems.net.   [2024-03-21]. （原始内容存档于2024-01-16） （英语）.
3. ↑  . L'histoire de l'armée de l’air. 6 February 2013  [28 april 2016]. （原始内容存档于2018-06-17） （法语）.
4. ↑  .   [2018-04-17]. （原始内容存档于2020-12-18）. 另一種選擇就是讓整組尾翼做自由旋轉來抵銷反向誘導力矩，法國R-550魔術空對空飛彈或刺針、SA-7等單兵肩射防空飛彈都採用這種設計。

### 書目
- Friedman, Norman. . US Naval Inst Pr. 1997. ISBN 1-55750-268-4 （英语）.